# Trox hispidus
Trox hispidus es una especie de coleóptero de la familia Trogidae.

## Distribución geográfica
Habita en Europa; también en las Canarias.

## Subespecies
Se reconocen las siguientes:
- Trox hispidus hispidus (Pontoppidan, 1763)
- Trox hispidus niger Rossi, 1792